# Joe Cheng
Joseph "Joe" Cheng (chinês tradicional: 鄭元暢, chinês simplificado: 郑元畅, pinyin: Zhèng Yuánchàng; Taichung, 19 de junho de 1982) é um ator e cantor taiwanese.

## Biografia
Joe Cheng, que antes de 2005 era conhecido como Bryan Cheng, cresceu em Beitun District, Taichung, Taiwan. Desde o divórcio de seus pais, que ocorreu quando ele estava na escola primária, viveu com seu pai. Cheng tem uma irmã mais velha, que vive com sua mãe. Ele declarou que o divórcio dos pais influenciou sua falta de fé no amor e que quando criança, sentia vergonha, por causa da ausência da mãe.[carece de fontes?]

## Carreira

### Ator
Cheng começou a sua carreira na indústria de entretenimento após ser contratado pela agência Catwalk Modelling. Ele se tornou um modelo famoso em um ano de contrato e, ainda hoje, continua sócio da empresa. Após fazer diversas aparições em videoclipes, entre eles do cantor Jacky Cheung, começou a ficar conhecido no país. Dessa forma, em 2003, conseguiu ser escalado para o elenco da série de televisão The Rose, que contava com renomeada atriz Cecilia Yip. Desde então, fez diversas aparições em filmes, séries e programas de televisão. Porém, o auge de sua carreira veio após protagonizar o drama It Started With a Kiss.

### Cantor
O ano de 2009 foi tranquilo para Cheng, que estava ocupado com sua estréia no teatro, na peça intitulada Design for Living. Nela, atuou ao lado de Sylvia Chang e David Wang, sob a direção de  Edward Lam. Cheng disse que uma de suas metas era estrelar uma peça de teatro e que estava honrado por atuar ao lado de Sylvia Chang.[carece de fontes?] No mesmo ano, lançou o seu primeiro EP, Sing a Song. O título do EP, bem como sua faixa-título, é uma brincadeira com a terceira letra de seu nome, Chang (暢), que é pronunciada como a palavra “Sing” (唱), em chinês. Mesmo o EP tendo liderado algumas paradas musicais, Cheng não conseguiu convencer os críticos de música.

## Filmografia

### Filme
| Ano  | Título            | Título em Chinês | Papel   |
| ---- | ----------------- | ---------------- | ------- |
| 2012 | Ripples of Desire | 花漾             | Wen Xiu |
| 2012 | Time Archive      | 时间档案馆       |         |

### Série de televisão
| Ano  | Título                 | Título em Chinês | Papel                  |
| ---- | ---------------------- | ---------------- | ---------------------- |
| 2003 | The Rose               | 蔷薇之戀         | Han Kui (韓葵)         |
| 2003 | Dance With Michael     | 米迦勒之舞       | Lu Xi Fu / Lucifer     |
| 2004 | Magic Ring             | 愛情魔戒         | Du Jing Hang (杜競航)  |
| 2005 | Nine-Ball              | 撞球小子         | Kuai Da                |
| 2005 | It Started With a Kiss | 惡作劇之吻       | Jiang Zhi Shu (江直樹) |
| 2006 | Di Yi Tong Jin         | 第一桶金         | Ah Sheng               |
| 2006 | War and Destiny        | 庚子風雲         | Chen Ran               |
| 2007 | Summer x Summer        | 熱情仲夏         | Ouyang Lei (歐陽累)    |
| 2007 | They Kiss Again        | 惡作劇2吻        | Jiang Zhi Shu (江直樹) |
| 2008 | Honey and Clover       | 蜂蜜幸運草       | Den Zhen Shan (鄧真山) |
| 2008 | Love or Bread          | 我的億萬麵包     | Cai Jing Lai (蔡進來)  |
| 2010 | That Love Comes        | 欢迎爱光临       | Xia Tian (夏天)        |
| 2010 | Channel-X              | 國民英雄         | An Zai Yong (安在勇)   |
| 2012 | Love Actually          | 愛的蜜方         | Hao Feng               |

Em 2015 atuou também em Singles  Villa" como  Quiao Sheng Yu

### Videoclipe
- "葉子" (Leaf) - Ah San (阿桑)
- Bu Chao Bu Nao (不吵不鬧) - Landy 溫嵐
- Ji Ta Shou (吉他手) - 陳綺貞
- Gift - Jacky Cheung
- Leaf/Ye Zi - A Sun
- E Zuo Ju - Wang Lan Yin
- Bu Si Xin (Unwilling to Give Up) - Joe Cheng
- Sing a Song (Chang Yi Shou Ge) - Joe Cheng

## Discografia
| Informações do álbum                                                                 | Faixas |
| ------------------------------------------------------------------------------------ | --- |
| Sing a Song Chang Yi Shou Ge (暢一首歌) Formato: EP Lançamento: 2 de outubro de 2009 | 1. "不死心" (Unwilling to Give Up) 2. "王子復仇記" (Prince's Revenge Record) 3. "暢一首歌" (Chang Yi Shou Ge) 4. "彩色 Party" (Colorful Party) 5. "麵包的滋味" (The Taste of Bread) 6. "My Song, Your Sun" |

## Livros
- Yuan Wei Chang Kuai (元味暢快) (2005)
- Always Smile (籃球偶像事件簿) (2003)
- My Color My Style (我型我色——鄭元暢配色寶典) (2003)